# Roberto Rey
Pour les articles homonymes, voir Rey.
 (avril 2021).
Dr. Rey, de son vrai nom Roberto Miguel Rey Júnior, né le 1er octobre 1961, est un chirurgien plasticien et présentateur brésilien affilié au Pode (PODE) et l'un des protagonistes du Dr 90210 (une émission de téléréalité diffusée aux États-Unis par les chaînes E! Entertainment et People and Arts et présenté au Brésil par RedeTV! Sous le nom de "Dr. Hollywood").
Au Brésil, avec Daniela Albuquerque, le Dr Hollywood Brasil et l'ancien programme Sexo a 3, sur RedeTV!. Controversé et connu pour avoir défendu des positions politiques conservatrices, il était pré-candidat aux élections présidentielles au Brésil, jusqu'à ce qu'il renonce à sa candidature en avril 2018, l'année électorale.

## Politique
En 2013, Rey a rejoint le Parti chrétien-social (PSC) pour briguer le poste de député fédéral de São Paulo. Il a reçu 21 371 voix (0,10%) et a fini par ne pas être élu. Plus tard, il a rejoint le Parti écologique national (PEN), devenant vice-président national. il est également l’un des leaders du mouvement de reconstruction du Parti de la reconstruction de l’ordre national.
À la fin de 2017, le Dr Rey a annoncé son intérêt pour une pré-candidature à la présidence du Brésil, mais s'est retiré de la candidature en avril 2018. La même année, Rey a rejoint le Parti républicain brésilien (PRB), en à nouveau pour le poste de député fédéral de São Paulo. Il a reçu 13 321 voix (0,06%) et n'a pas été élu.
Dix jours après la fin des élections, lorsque le président élu Jair Bolsonaro a organisé son équipe pour gouverner en 2019, le Dr Rey était la résidence de Bolsonaro dans un condominium à Barra da Tijuca à Rio de Janeiro, il a été autorisé à entrer dans le but de faire la visite pour offrir de commander le ministère de la Santé, mais cela n'a pas pu être reçu. En 2020, il a publié une vidéo demandant au président Bolsonaro d'être pris en compte dans le choix du ministre de la Santé, au milieu de la pandémie de coronavirus.
La même année, le Dr Rey a concouru pour une place dans la municipalité de Vargem Grande Paulista pour Pode (PODE). Il a obtenu 517 voix (1,81%), restant en remplacement et assume le mandat avec la destitution d'un conseiller.